# Ефоріє
Ефорі́є (рум. Eforie) — приморський кліматичний і грязьовий курорт в Румунії, у поіті Констанца. Розташоване на березі Чорного моря в Добруджі. Південне передмістя м. Констанца за 13 км від нього. 9,3 тис. мешканців (2002).

## Курорт
Літо дуже тепле (середня температура липня 23 °C), зима дуже м'яка (середня температура січня 2 °C); опадів близько 400 мм в рік. Сонцелікування, аеротерапія, морські купання (з середини червня до кінця вересня); виноградолікування; грязелікування (грязь мула оз. Текіргіол, за 3 км від Ефоріє). Лікування захворювань органів руху і опори, шкіри, гінекологічних, ендокринних, нервової системи і ін. Туризм. Санаторії, удома відпочинку, водогрязелікарня, готелі, пансіонати і ін. В околицях Ефоріє грязьовий курорт Текиргел і за 25 км на південь — кліматичний курорт Мангалія.

## Відомі особистості
В поселенні народилась:
- Андреа Беніке (* 1978) — румунська співачка.